# Rich Barton
Richard Barton (nascido em 2 de junho de 1967) é um empresário estadunidense e o diretor executivo do Zillow. Fundou a empresa de viagens online (e spinoff da Microsoft) Expedia, Inc., a empresa de internet imobiliária Zillow e o motor de busca de empregos e comunidade de carreira Glassdoor. É cofundador da Benchmark Capital, uma empresa de capital de risco. Barton começou sua carreira na Microsoft em 1991 como gerente de produto. Teve a ideia de criar um site de viagens online e convenceu Bill Gates a apoiar seu projeto, que em 1994 se tornou a Expedia dentro da Microsoft. Ele também investiu em outras empresas inovadoras como Netflix, Nextdoor, Qurate Retail Group e OfferUp.